# Agustí Coy i Cotonat
Agustí Coy i Cotonat (Sort, 18 de gener de 1859 – Barcelona, 1920) va ser sacerdot, militar i historiador.
Va néixer a Sort, i era fill de Josep Coy i Llor i d'Eulàlia Cotonat i Bigordà. Va estudiar als seminaris de Solsona i de la Seu d'Urgell. El 22 de març del 1879 va ingressar al servei militar, classificat com a soldat d'enginyers. El 24 de juny del 1895, proposat pel Provicari General Castrense, és designat capellà interí del 1r Batalló del Regiment d'Infanteria Guadalajara núm. 20, expedicionari a Cuba.
El 1906 firma un dels seus llibres com a capellà del Regiment de Caçadors de Treviño 26 de cavalleria, establerts a Vilafranca del Penedès des del 1894. Segons comenta el mateix Coy en el pròleg d'aquest llibre va haver de descansar després del seu destí a Cuba: “... recuperada la salud, que tan quebrantada me quedó corriendo un día y otro día por aquellos insanos maniguales ...”
L'1 de gener de 1911 ascendeix per antiguitat al càrrec de Capellà Primer. El 3 de febrer del mateix any, Coy va abandonar Vilafranca del Penedès, i fou substituït per mossèn Josep Planas. De Vilafranca va marxar cap a Madrid, i després cap a Trubia (Oviedo). El seu últim destí fou a l'hospital de Barcelona.
El 2 d'octubre de 1918 ascendeix a Capellà Major de l'exèrcit, i el 9 d'octubre del mateix any es retira.
Col·laborà en la premsa vilafranquina, especialment en "Acció", i en la barcelonina, especialment en "La Vanguardia, "El Noticiero Universal", "Las Noticias" i "El Día Gráfico".
Part del fons personal d'Agustí Coy i Cotonat es conserva a l'Arxiu Històric de la Ciutat de Barcelona.

## Obres
- Sort y comarca Noguera-Pallaresa. Barcelona: Imp. y Lit. de la Vidua de José Cunill, 1906
- Vilafranca del Penadés: su historia y monumentos. Barcelona : Imp. de Francisco Altés y Alabart, 1909
- La mujer i la Cruz Roja. Barcelona: Imp. y Lit. de la Vidua de José Cunill, 1909
- La ínclita y sagrada orden de San Juan de Jerusalén en el Penadés : encomienda y capilla de San Juan de Vilafranca. Barcelona : Imp. de Francisco J. Altés y Alabart, 1910
- La defensa de la Patria. Barcelona : Imp. y Lit. de la Vidua de José Cunill, 1910
- La ermita de San Pablo de Villafranca del Panadés. Barcelona : Imp. de Francisco Badia, 1910
- En defensa propia : refutación de las objeciones y cargos que contra el autor formuló D. Claudio Mas, en su folleto Comentaris a l'obra titulada Vilafranca del Penadés, su historia y monumentos. Villafranca del Panadés : Tip. de la vda. de Miguel Claret, 1911
- El Vino en Cataluña : noticias históricas y disposiciones referentes al vino en la época antigua : importancia de la producción vinícola en Cataluña y el Panadés, particularmente en Villafranca. Barcelona : Impr. y Lit. de la Viuda de J. Cunill, 1911
- Encomienda y Capilla de San Juan de Villafranca : la orden hospitalaria en el Panadés. Barcelona : Imp. y Lit. de la Viuda J. Cunill, [1911]
- Unió y germandat contral's lladres, bandolers y homens de seguida, feta per la veguería de pallars en 1692, y firmada per la vila de Sort el 16 de janer del mentat any. En: Estudis Universitaris Catalans, vol. 6 (1912), p. 83-91
- El Teniente general don Juan Senén de Contreras y de Torres : heróico defensor de la ciudad de Tarragona durante su memorable sitio de 1811. Madrid : Rev. Técnica de Infantería y Caballería, 1912
- Historia de la ínclita y soberana Orden Militar de San Juan de Jerusalén ó de Malta. Madrid : Establecimiento tipográfico de Juan Pérez Torres, 1913
- Estudio histórico-crítico sobre el lugar del nacimiento de San Raimundo de Peñafort : biografia del venerable P. Guasch : convento de Peñafort en el Panadés. Barcelona : Impr. Editorial Barcelonesa, 1914
- Agustina Saragossa Domenech : heroína de los sitios de Zaragoza. Ceuta : José Guerra, 1914
- El Descanso dominical : aplicación del mismo en España. Barcelona : Librería de M. Vergés, 1917
- Blasfemias y obscenidades en el lenguaje. Barcelona : Librería de Manuel Vergés, 1918